# Hans Christoph von Absberg

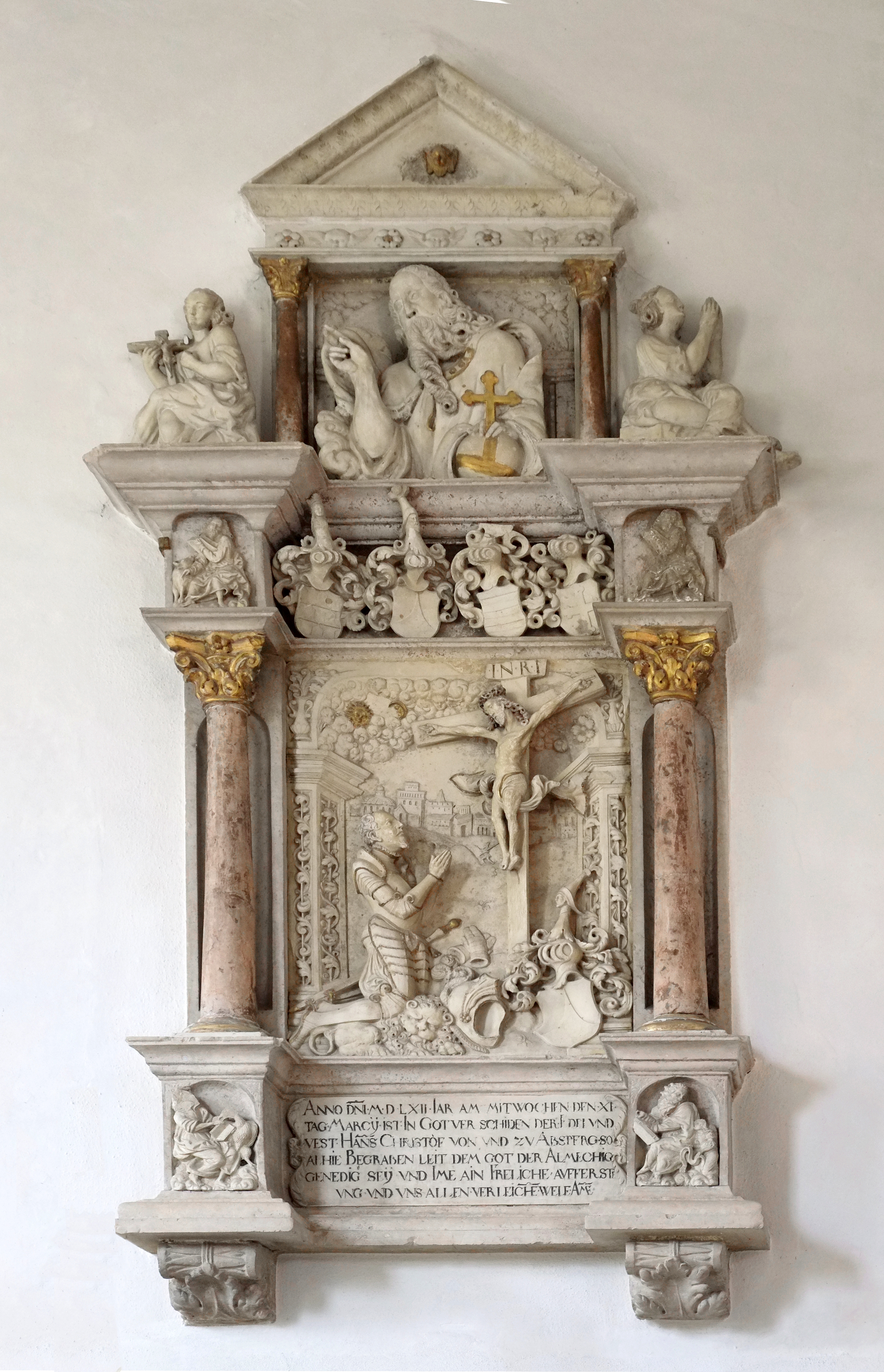
Epitaph für Hans Christoph von Absberg in der Christuskirche in Absberg

Hans Christoph von Absberg († 11. März 1562) war ein Spross aus der Familie von Absberg. Er war der Sohn des Hanns Georg von Absberg und der Helene Marschallin von Pappenheim. Nach dem Tod von Hans Christoph von Absberg belehnte Kaiser Karl V. die Brüder bzw. Vettern Hans Wolf von Absberg, Hans Kaspar von Absberg, Hans Ernfried von Absberg, Hans Veit von Absberg und Hans Christoph von Absberg mit Schloss und Markt Absberg samt Halsgericht und Blutbann.
In der Christuskirche in Absberg befindet sich sein Epitaph, das aufwändig im Stil der Renaissance gestaltet ist.